# Ту-444
Туполев Ту-444 е концептуален свръхзвуков реактивен самолет разработван от руската компания Туполев. Въпреки че пазара за големи реактивни самолети е слаб, няколко фирми, включително и Чесна работят по конструирането на свръхзвукови бизнес самолети. Туполев има опит с конструирането на свръхзвукови самолети, като например Ту-144 и последвалите го варианти.

## Характеристики
- Екипаж – двама пилоти и един придружител
- Капацитет – 6-10 души
- Дължина – 36 m
- Разпереност на крилата – 16,2 m
- Височина – 6,51 m
- Площ на крилата – 136 m2
- Тегло (празен) – 19 300 kg
- Тегло (пълен) – 41 000 kg
- Двигатели – 2× НПО Сатурн АЛ-32М, 95 kN всеки
- Скорост – Max 2 (2125) km/h
- Полет без презареждане – 7500 km
- Натиск върху крилете – 300 kg/m²